# Shannonomyia parvicellula
Shannonomyia parvicellula är en tvåvingeart som beskrevs av Alexander 1968. Shannonomyia parvicellula ingår i släktet Shannonomyia och familjen småharkrankar.
Artens utbredningsområde är Puerto Rico. Inga underarter finns listade i Catalogue of Life.